# پورنتو ایرویز
پورنتو ایرویز (به انگلیسی: Pronto Airways) یک شرکت هواپیمایی است که در تاریخ ۲۰۰۶ میلادی تأسیس شده است. دفتر مرکزی پورنتو ایرویز در ساسکاتون، ساسکاچوان، کانادا واقع شده‌است و قطب این شرکت هواپیمایی در فرودگاه پرینس آلبرت قرار دارد و به ۸ مقصد، پرواز مستقیم انجام می‌دهد.